# Karl Mecséry de Tsoór

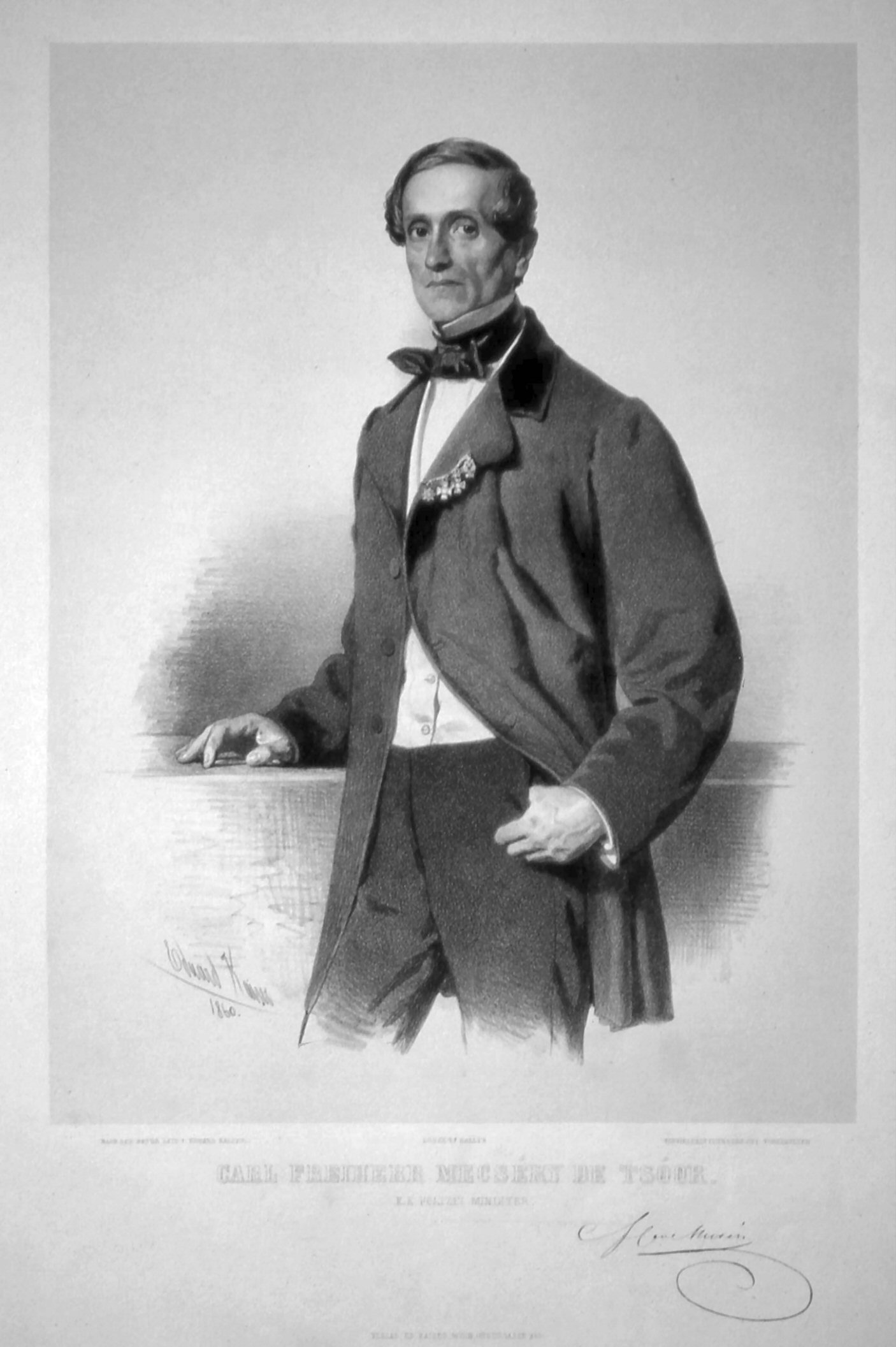
Statthalter Karl Mecséry de Tsoór

Karl Mecséry de Tsoór (* 19. Januar 1804 in Tábor; † 12. September 1885 in Graz) war ein österreichischer Politiker und Beamter. Er arbeitete in der Staatsverwaltung in Böhmen, war von 1850 bis 1860 Statthalter im Königreich Böhmen, danach Innenminister im österreichischen Staatsministerium und Statthalter in der Steiermark.

## Leben und Wirken

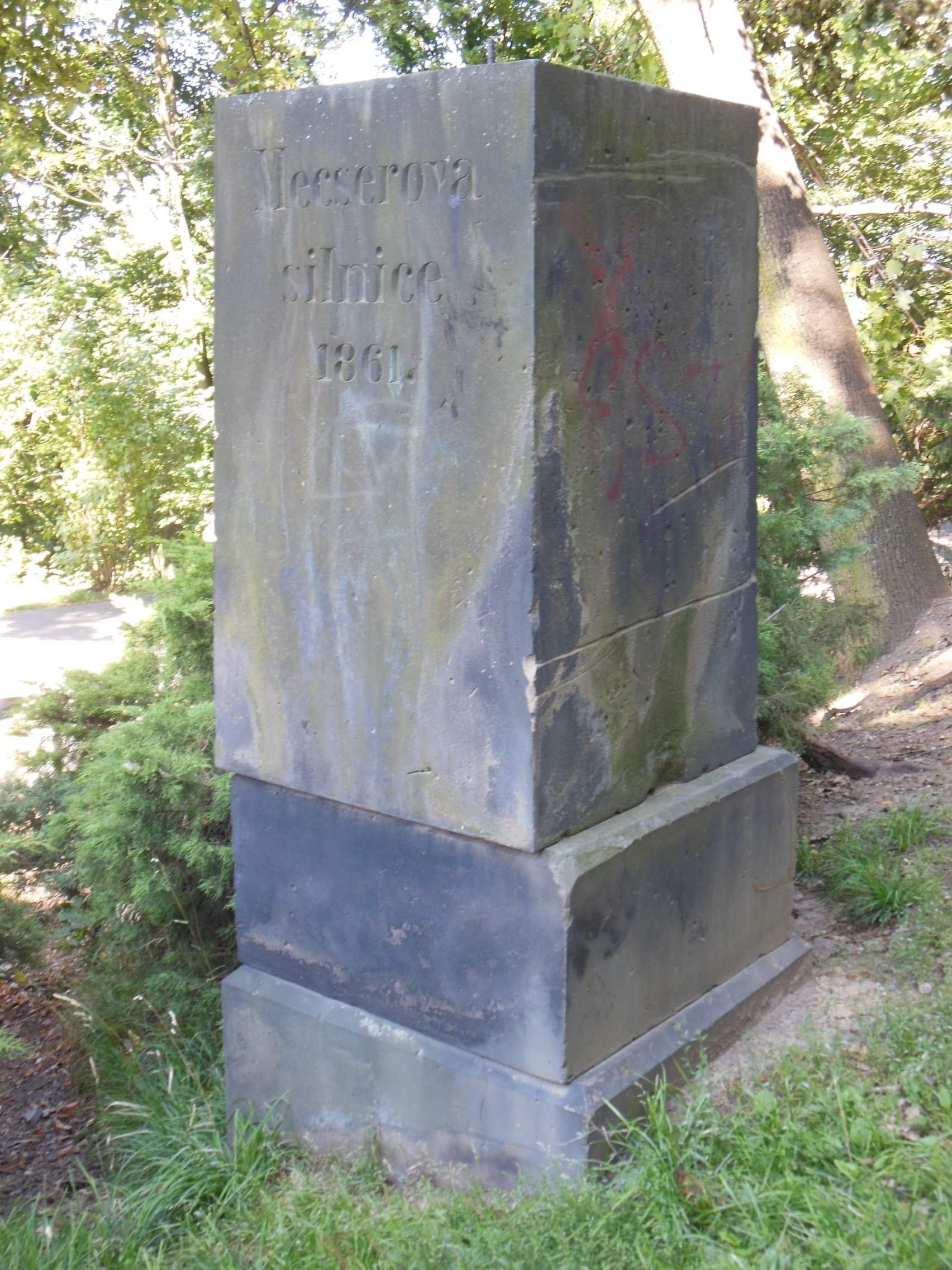
Mecséry-Gedenkstein in Prag

Karl Mecséry entstammte einer ungarischen Adelsfamilie, wurde als Sohn des Feldmarschall-Lieutenants Karl Johann Mecséry de Tsoor (1770–1832) in Tabor geboren und wuchs in Kuttenberg (Kutná Hora) auf. Er studierte an der Theresianischen Akademie in Wien und trat dann in den Staatsdienst ein, ab 1828 war er Mitarbeiter im böhmischen Landesgubernium und dann bei den Bezirksämtern in Königgrätz und Chrudim tätig.
Im Jahr 1834 heiratete er die Gräfin Johanna Pachtová (1806–1884) aus dem böhmischen Adelsgeschlecht Pachta von Rayhofen (tschech. Pachtové z Rájova).
Aus der Ehe gingen drei Kinder hervor: Der Sohn Karl (1835–1901), Sohn Emmerich (1840–1892) und die Tochter Johanna (1836–1915).
Von 1839 bis 1843 war er Gubernialrat beim böhmischen Landesgubernium, wurde zum kaiserlichen Kämmerer ernannt und erhielt das böhmische Inkolat. Von 1843 bis 1848 war er Kreishauptmann in Königgrätz. Er war an der Unterdrückung der revolutionären Bewegung von 1848/49 und in der darauf folgenden Zeit des Neoabsolutismus an der konservativen zentralistischen Ausrichtung der Monarchie, verbunden mit der Einschränkung der persönlichen Freiheiten beteiligt.
Nach der Neuordnung der Staatsverwaltung wurde er 1849 vom Kaiser zum ersten Statthalter im Königreich Böhmen ernannt. Dieses Amt übte er vom 1. Januar 1850 bis zum Oktober 1860 aus. Danach wurde Karl Mecséry nach Wien berufen und war von 1860 bis 1865 Innenminister in zwei Regierungen. Anschließend war er von 1865 bis 1869 Statthalter bzw. Landeshauptmann in der Steiermark. Er ging im August 1869 in den Ruhestand und lebte danach privat in Graz.
Als böhmischer Statthalter wurde er mit dem Orden der Eisernen Krone I. Klasse (1852) ausgezeichnet, als Innenminister erhielt er das Großkreuz des Leopoldordens (1863) und war außerdem Träger des sächsischen Albrechtsordens (1851) und des preußischen Roten Adlerordens (1860).
Nach seiner Pensionierung erhielt er das Großkreuz des königlich-ungarischen Sankt Stephansordens (1869). Im Jahr 1863 wurde er auf Lebenszeit zum Mitglied des österreichischen Herrenhauses ernannt.
Im Jahr 1860 wurde die Mecséry-Straße in Prag vom Sommerpalast des Statthalters bis zur Stromovka nach ihm benannt. Bis heute wird daran durch einen Gedenkobelisken an der Straße zum Sommerpalast erinnert.
Im Stadtpark von Marienbad gibt es eine Mecséry-Aussicht am Královská cesta in Form eines hölzernen Pavillons.